# Haraucourt (Meurthe i Mozela)

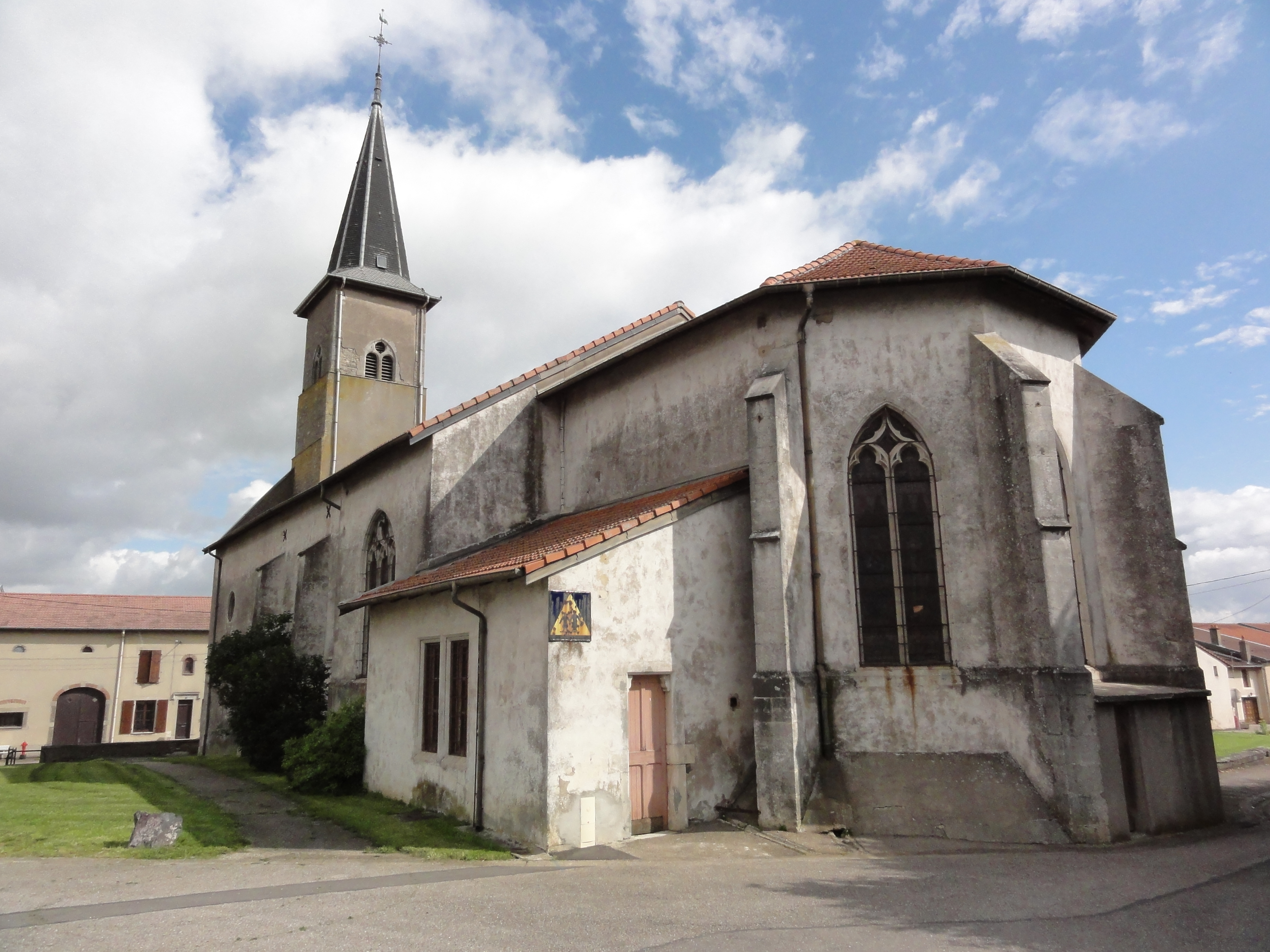
Kościół św. Apera (2016)

Haraucourt – miejscowość i gmina we Francji, w regionie Grand Est, w departamencie Meurthe i Mozela.
Według danych na rok 1990 gminę zamieszkiwało 636 osób, a gęstość zaludnienia wynosiła 51 osób/km² (wśród 2335 gmin Lotaryngii Haraucourt plasuje się na 518. miejscu pod względem liczby ludności, natomiast pod względem powierzchni na miejscu 451.).

## Populacja

Populacja Haraucourt w latach 1962–2008